# Månsberget
Kojmyran är ett naturreservat beläget nära byn Östra Ormsjö i Dorotea kommun i Västerbottens län.
Området är naturskyddat sedan 2016 och är 134 hektar stort. Reservatet omfattar sydvästsluttningar av Månsberget och består av granskogar och slåtterängar.